# Tosh Van der Sande
Tosh Van der Sande (Wijnegem, Bélgica, 28 de noviembre de 1990) es un ciclista profesional belga que desde 2022 corre para el equipo Team Visma | Lease a Bike de categoría UCI WorldTeam.

## Dopaje
El 19 de diciembre de 2018 el Lotto Soudal, su equipo por aquel entonces, anunció que suspendía al corredor tras haber dado positivo por prednisolona en un control antidopaje realizado durante los Seis días de Gante disputados en noviembre de 2018. Sin embargo, la explicación dada por el ciclista se declaró admisible y no se inició ningún procedimiento disciplinario.

## Palmarés
2011 (como amateur)
- Lieja-Bastoña-Lieja sub-23
- 2 etapas del Triptyque des Monts et Châteaux
- 1 etapa de la Vuelta a Lieja
- 1 etapa de la Vuelta a Navarra

2016
- 1 etapa del Tour de l'Ain

2019
- 1 etapa del Tour de Valonia

## Resultados en Grandes Vueltas
| Carrera | Carrera         | 2012 | 2013  | 2014 | 2015 | 2016  | 2017 | 2018  | 2019 | 2020 | 2021 | 2022 | 2023 | 2024 |
| ------- | --------------- | ---- | ----- | ---- | ---- | ----- | ---- | ----- | ---- | ---- | ---- | ---- | ---- | ---- |
|         | Giro de Italia  | —    | —     | 93.º | —    | —     | —    | Ab.   | 64.º | —    | —    | —    | —    | —    |
|         | Tour de Francia | —    | —     | —    | —    | —     | —    | —     | —    | —    | Ab.  | —    | —    | —    |
|         | Vuelta a España | —    | 127.º | —    | 49.º | 109.º | —    | 114.º | 65.º | 96.º | —    | —    | —    | —    |

—: no participa

Ab.: abandono

## Equipos
- Omega Pharma-Lotto (2011)[3]
- Lotto (2012-2021)
  - Lotto Belisol Team (2012)
  - Lotto Belisol (2013-2014)
  - Lotto Soudal (2015-2021)
- Visma (2022-)
  - Team Jumbo-Visma (2022-2023)
  - Team Visma | Lease a Bike (2024-)